# Bródy Sándor (író)
Bródy Sándor (Eger, 1863. július 23. – Budapest, 1924. augusztus 12.) magyar író, drámaíró és publicista. Hatással volt többek között Ady Endrére, Móricz Zsigmondra, Krúdy Gyulára, Szomory Dezsőre és Molnár Ferencre is. Hunyady Sándor apja.

## Élete

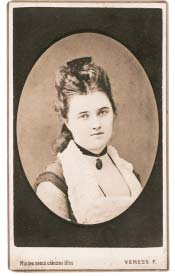
Hunyady Margit (Veress Ferenc kolozsvári fényképész felvétele)

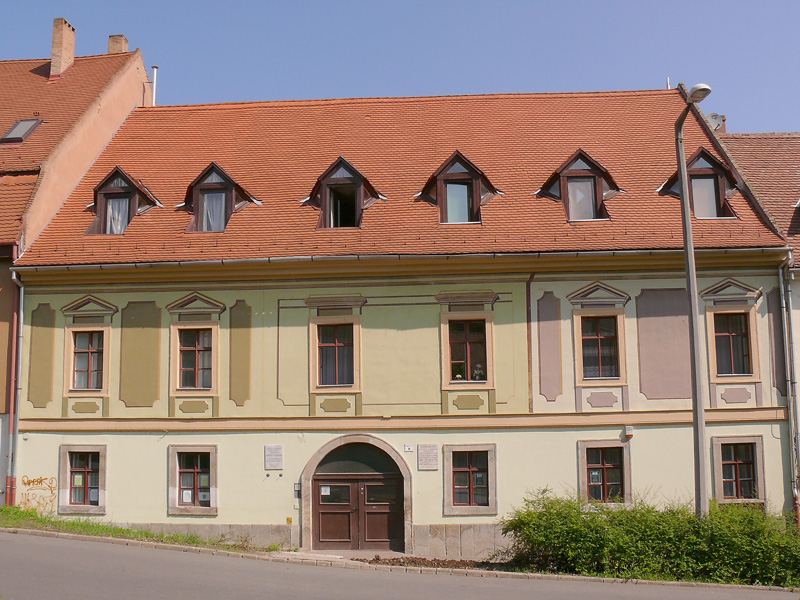
Bródy Sándor szülőháza Egerben

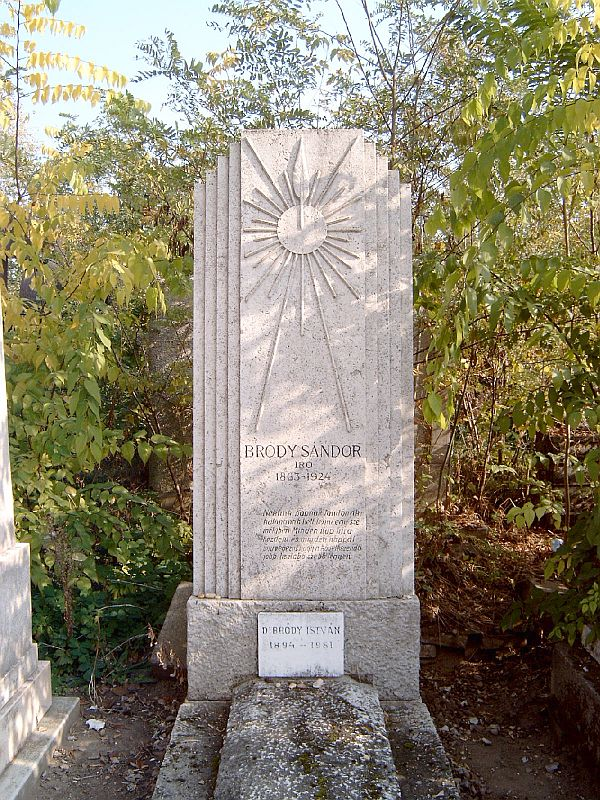
Bródy Sándor sírja Budapesten. Kozma utcai izraelita temető 5-1-40.

Apja egri, zsidó származású gabonakereskedő volt, egy ideig ő kezelte az egri érsek gabona értékesítését. Fiatal gyermek volt, amikor apja tönkrement és hamarosan meghalt. Legendásan jóképű és jó megjelenésű külsejét tőle örökölte. Néptanítónak készült, de tanulmányait sosem fejezte be. Műveltsége hiányosságait rendkívüli tehetségével sikerült pótolnia. Bár ebben az időben a magyar polgárság és az értelmiség zöme szinte kétnyelvű, ő csak magyarul beszélt. 18 éves korában írnokoskodni kezdett testvérbátyjánál, aki Gyulán volt ügyvéd. Első cikkeit is itt, a helyi lapban sikerült megjelentetnie. Nagy hatással volt rá Jókai áradó meseszövése és Zola naturalizmusa. 1884-es Budapestre költözése után sikerült megjelentetnie Nyomor című novelláskötetét és Faust orvos című regényét, amelyek feltűnést keltettek. Sokan a magyar Zolát látták benne.
1888–1889 között újságíróként dolgozott a Magyar Hírlapnál. Kolozsvárra utazott és az Erdélyi Képes Újságot szerkesztette, később a Kolozsvári Életet (1889), majd pedig a Magyarországot. Szenvedélyes természetű ember volt. A jóképű Bródy még Kolozsvárra érkezése után elcsábította Hunyady Margitot, korának ismert színésznőjét. A kapcsolatból nemsokára megszületett törvénytelen gyermeke Hunyady Sándor, aki kedvence volt, ő is az irodalmi pályán indult el a későbbiekben. Ebben az időben már házas volt, felesége Fehér Judit. Családját Budapesten hagyta. Feleségét és gyermekeit anyagilag támogatta.
1890-ben visszatért Budapestre, ahol ismét a Magyar Hírlapnak dolgozott. 1891-ig Fehér Könyv címen irodalmi és publicisztikai havi folyóiratot adott ki, amit teljesen egymaga írt. Herczeg Ferenc Új Idők című hetilapjában rendszeresen publikált a kortárs művészeti élettel kapcsolatos cikkeket, műkritikákat. Harcias, szellemes volt és tele ötletekkel. Ő volt a korabeli társaságok lelke, egyben az irodalmi divatot is ő diktálta. Az albertfalvai Kutyavilla vendéglőben 1898 körül ismerkedett meg Krúdy Gyulával.
Az 1903–1905 közötti időszakban Ambrus Zoltán és Gárdonyi Géza közreműködésével szerkesztette a Jövendő című hetilapot, amelyet a Nyugat előfutárának is tekinthetünk. Ebben a korabeli társadalom visszásságait bírálta. Erdős Renée írónővel szerelmi viszonyt folytatott. Az érzelmeit szenvedélyesen megélő Bródy 1905 nyarán a Semmeringen öngyilkosságot kísérelt meg. Miután felgyógyult, ismét újságíróskodott (Pesti Hírlap, A Nap, Az Újság, később Az Est). Bár rokonszenvet érzett a Magyarországi Tanácsköztársaság iránt, abban szerepet nem vállalt. Ennek ellenére az ellenforradalom alatt bécsi emigrációba kényszerült.
1923-ban tért vissza Magyarországra. Hirtelen magára maradt és anyagi problémái támadtak. Még megírta utolsó nagy művét, egy novellaciklust Rembrandtról, az elmagányosodott, megöregedett művészről. Ezt követően kórházba került és elhunyt.
Egerben könyvtárat neveztek el róla 1952-ben (Bródy Sándor Megyei és Városi Könyvtár).

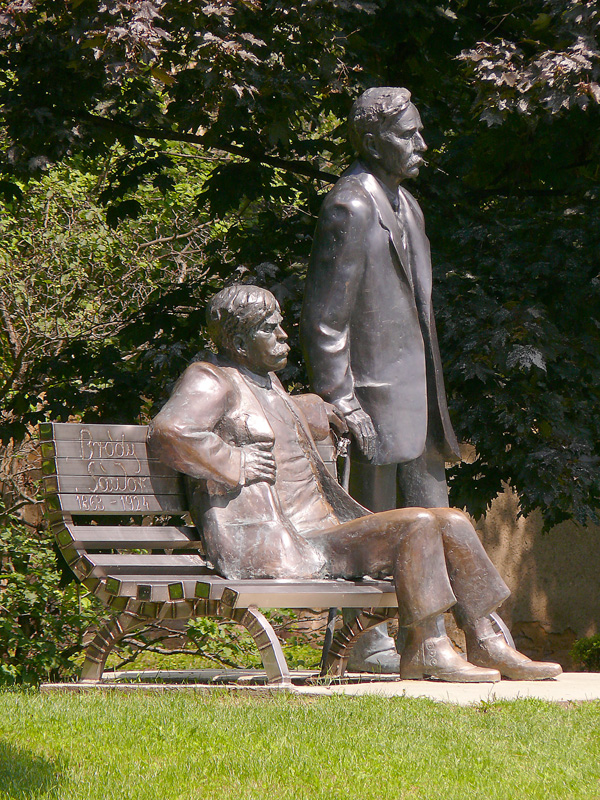
Bródy Sándor és Gárdonyi Géza szobra az egri Érsekkertben (Varga Imre alkotása)

## Családja
Felesége Rosenfeld Izabella, írói nevén Fehér Judit, akivel 1891-ben kötött házasságot. Tíz év alatt öt gyermekük született, egyik fiuk Bródy András újságíró. Unokatestvére Bródy Zsigmond, akinek unokája Bródy András közgazdász, dédunokája pedig Bródy János zenész, dalszövegíró.  1890-ben Hunyady Margittal való házasságon kívüli kapcsolatából született törvénytelen gyermeke Hunyady Sándor író.

## Munkássága
A fent említett Nyomor című novelláskötetén és Faust orvos című regényén kívül sok jelentős művet hagyott hátra.
Klasszikus alkotásai közé tartozik többek között a Hófehérke című regénye, mely a Jókai-típusú romantikát idézi, valamint az Az ezüst kecske és A nap lovagja című realista regények is.

### Színművei
- A dada az egyik legjobb drámája, amiben a paraszti világot mutatja be a maga igazi nyomorúságában, ítéletet mondva a polgári világ fölött.
- A tanítónőhöz két befejezést írt. Az egyik szerencsés, boldog kimenetelű (ezt a polgári közönségnek szánta), a másik szomorú, tragikus.
- A medikus című dráma bírálóan realista, azonban a harmadik felvonás két boldog házassággal végződik.

Ezek nemzedékeket tanítottak meg színjátékot írni.

## Művei
- Nyomor; Révai, Bp., 1884
- "Don Quixote" kisasszony. 1-2. köt.; Révai, Bp., 1886
- Emberek. Elbeszélések; Singer-Wolfner, Bp., 1888 (Egyetemes regénytár III.)
- Faust orvos; Singer-Wolfner, Bp., 1888
- Színészvér. Két szőke asszony; Pallas, Bp., 1891 (Két szőke asszony. 1893)
- Regénytárgyak; Szépirodalmi Könyvtár, Bp., 1892 (Szépirodalmi könyvtár)
- Apró regények; Magyar Ny., Bp., 1893 (Bródy Sándor munkái)
- Éjszaka; Magyar Ny., Bp., 1893
- A kétlelkű asszony; Magyar Ny., Bp., 1893
- Az egri diákok. Két magyar Robinson története. Az ifjúság számára; Singer-Wolfner, Bp., 1894
- Rejtelmek; Magyar Ny., Bp., 1894
- Hófehérke. Regény; Singer-Wolfner, Bp., 1894 (Egyetemes regénytár IX.)
- Munkácsy és Ecce Homoja; Pallas Ny., Bp., 1896
- Az asszonyi szépség; ill. Márk, Dudics, Rónai-Rippel; Pallas, Bp., 1897
- Tündér Ilona. Elbeszélés; Singer-Wolfner, Bp., 1898
- Az ezüst kecske; Pallas, Bp., 1898
- Egy férfi vallomásai és életképek; Singer-Wolfner, Bp., 1899
- Novella; Singer-Wolfner, Bp., 190? (Modern magyar könyvtár)
- Emberfejek; Lampel, Bp., 1900 (Magyar könyvtár)
- Dina; Fehér Könyv, Bp., 1900
- Fehér könyv; szerzői, Bp., 1900
- Árva leányok; Singer-Wolfner, Bp., 1901
- Két feleség; Magyar Hírlap, Bp., 1901
- Új erkölcsök. 1., A nap lovagja; Singer-Wolfner, Bp., 1902 (A nap lovagja. 1906)
- Erzsébet dajka és más cselédek; Singer-Wolfner, Bp., 1902 (Egyetemes regénytár XX.)
- Király idyllek; Pallas, Bp., 1902
- A nagy regény alakjai; Magyar Hírlap, Bp., 1902
- A dada; Singer-Wolfner, Bp., 1902 (Bródy Sándor művei)
- Királyidillek és egyéb vázlatok; Singer-Wolfner, Bp., 1904 (Egyetemes regénytár XX.)
- Egy rossz asszony természetrajza. Erkölcsrajz; Singer-Wolfner, Bp., 1904 (Egyetemes regénytár XX.)
- Színésznők; Jövendő, Bp., 1905
- A muskátlis kisasszony és egyéb elbeszélések; Pallas Ny., Bp., 1905 (Érdekes könyvtár. 2. évf.)
- Királyfi és koldusleány. Erkölcsrajz; Singer-Wolfner, Bp., 1906 (Egyetemes regénytár XX.)
- Palatinszky Janka és más elbeszélések kiváló magyar íróktól; bev. Mikszáth Kálmán; Singer-Wolfner, Bp., 1906 (Egyetemes regénytár XXIII.)
- Az automobil és egyéb elbeszélések; Lampel, Bp., 1906 (Magyar könyvtár)
- A hercegkisasszony és más elbeszélések; Singer-Wolfner, Bp., 1907 (Egyetemes regénytár XX.)
- Regényalakok; Singer-Wolfner, Bp., 1907 (Bródy Sándor munkái)
- A tanítónő. Falusi életkép; Singer-Wolfner, Bp., 1908
- A villamos. Andornakiné; Grill, Bp., 1909
- Rembrandt fejek; Singer-Wolfner, Bp., 1910
- Lárvák; Nyugat, Bp., 1911 (Nyugat könyvtár) Online
- Komédia; Singer-Wolfner, Bp., 1911 (Modern magyar könyvtár)
- Jegyzetek a szerelemről; Singer-Wolfner, Bp., 1911
- Beethoven: Prometheus. Mithológiai ballet; prológus, szöv. Bródy Sándor; Operaház, Bp., 1911
- Novella; Singer-Wolfner, Bp., 1911
- A medikus. Életkép; Singer-Wolfner, Bp., 1911
- Lyra; Singer-Wolfner, Bp., 1911
- Imre herceg. Elbeszélések; Singer-Wolfner, Bp., 1912
- Húsevők. Kis regények; Singer-Wolfner, Bp., 1913
- Királyok; Singer-Wolfner, Bp., 1913
- Fehér könyv, 1-3.; szerzői,, Bp., 1914–1916
- Elmélkedések; Lampel, Bp., 1914 (Magyar könyvtár)
- Timár Liza. Erkölcsrajz; Singer-Wolfner, Bp., 1914
- Árnyékok. Drámai kísérlet; Singer-Wolfner, Bp., 1914
- Egy asszony természetrajza. Erkölcsrajz; Singer-Wolfner, Bp., 1914 (Bródy Sándor művei)
- A szerető. Regényes színjáték; Athenaeum, Bp., 1917
- A kőtörő és egyéb történetek; Lampel, Bp., 1918 (Magyar könyvtár) Online
- A szerelem élettana. Studiumok; Pegazus, Wien, 1922
- A nász; Singer-Wolfner, Bp., 1923 (Milliók könyve)
- Rembrandt. Egy arckép fényben és árnyban; Athenaeum, Bp., 1925 (Korunk könyvei)
- Két nő; Grill, Bp., 1927 (A toll mesterei)
- A kőtörő és egyéb történetek; Lampel, Bp., 1928 (Magyar könyvtár)
- Bródy Sándor legszebb írásai; Athenaeum, Bp., 1935
- A sas Pesten. Válogatott írások; sajtó alá rend. Szauder József, bev. Kárpáti Aurél; Szépirodalmi, Bp., 1954
- Rembrandt. Egy arckép fényben és árnyban; összeáll., utószó, jegyz. Bródy András; Magvető, Bp., 1958
- Válogatott színművek; vál., sajtó alá rend. Geréb Béláné, jegyz. Bródy András; Szépirodalmi, Bp., 1958
- Cilinderes Tiborc. Válogatott cikkek és tanulmányok; szerk., bev., jegyz. Bródy András; Magvető, Bp., 1958
- Két szőke asszony és más regények; szerk., jegyz. Bródy András, bev. Bóka László; Magvető, Bp., 1959
- Húsevők. Novellák, 1-2.; vál., jegyz. Bródy András, bev. Czine Mihály; Magvető, Bp., 1960
- A tanítónő. Színmű; rendezői utószó Ardó Mária, díszlettervek Bojár Iván; Gondolat, Bp., 1960 (Játékszín)
- A medikus. Életkép; rendezői utószó Molnár Gál Péter, díszlettervek Ambrózy Iván; Gondolat, Bp., 1961 (Játékszín)
- Színház. Drámák; bev. Illés Jenő, jegyz. Bródy András; Szépirodalmi, Bp., 1964
- A dada. Erkölcsrajz; Ifjúsági, Bukarest, 1968 (Tanulók könyvtára)
- Színészvér; Szépirodalmi, Bp., 1969 (Magyar elbeszélők)
- Leona Jeruzsálemben. Tárcák és elbeszélések; szerk., vál., utószó Urbán V. László; Széphalom, Bp., 1994 (Kalamáris)
- Bródy Sándor válogatott drámái; vál., szöveggond., utószó Rajnai Edit; Unikornis, Bp., 1996 (A magyar dráma gyöngyszemei)
- Lyon Lea; szerk., utószó Ács Gábor; Bábel, Bp., 2004

## Anekdota
Hatvanévesen is sokat adott megjelenésére, a férfidivatra. Kártyázás közben arról kvaterkázott, hogy az nem is úriember, aki hosszú alsónadrágot visel. Amikor kártyapartnere figyelmeztette, hogy neki is kilóg egyik nadrágszára alól az árulkodó gatyamadzag, nonsalansszal  azt felelte: – Az nem az én lábam.

## Megfilmesített művei
- A 300 éves ember, 1914, rendezte: Fodor Aladár (forgatókönyvéből)
- Az ezüst kecske, 1912, rendezte: Kertész Mihály (rövidfilm azonos című regényéből)
- Az ezüst kecske, 1916, rendezte: Kertész Mihály (egész estés némafilm azonos című regényéből és A medikus című színművéből)
- A dada, 1920, rendezte: Damó Oszkár (azonos című színművéből)
- A tanítónő, 1945, rendezte: Keleti Márton (egész estés hangosfilm azonos című regényéből) <1>
- Katonazene, 1961, rendezte: Marton Endre

## Kapcsolódó szócikk
- Bródy Sándor-díj